# نرل
نرل (به لاتین: Nerl) یک رود در روسیه است که در استان یاروسلاول واقع شده‌است.